# 南区 (香港)

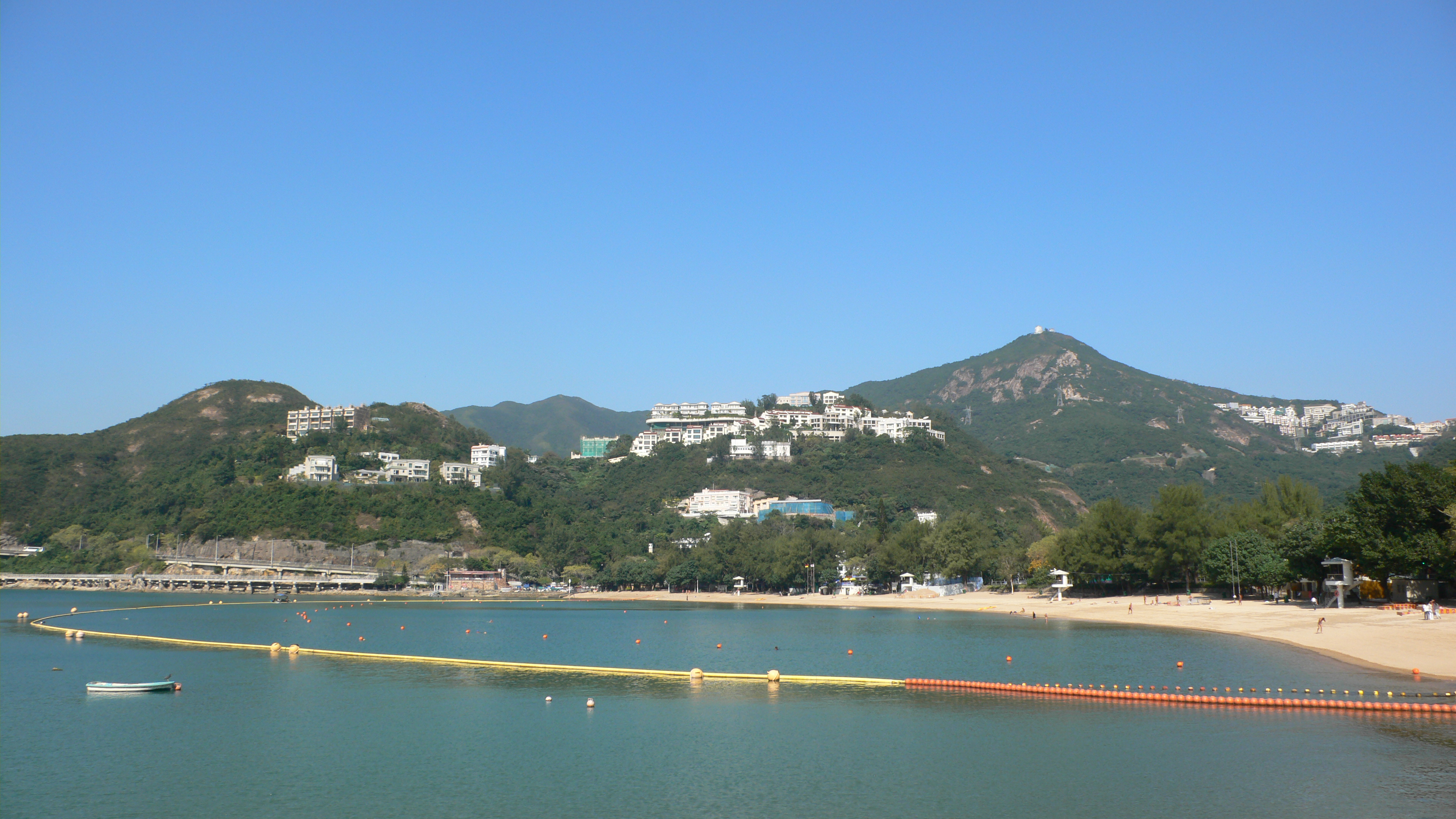
南区

南区（なんく、広東語読み：ナムキョイ）は、香港島の南側一帯にある行政区画である。香港18区の一つ。区議会選挙区は17。

## 地理
香港島を東西に貫く山脈よりも南半分のほぼ全域がこの区である。
西側から薄扶林、数碼港（サイバーポート）、香港仔、黄竹坑、香港海洋公園、深水湾、浅水湾、赤柱、石澳などの区域が南区に含まれる。その他、香港仔の対岸にある島、鴨脷洲が含まれる。
香港島北側のビルが林立する地域とは対照的で、この南区の地域は海や入り江、山が豊富にあり風光明媚な区域である。概ね住宅地、またはセカンドハウス用地として用いられているが一部黄竹坑、田湾など工業地区も見られる。
所得水準はおおむね平均以上である。ただし、数碼港と香港仔の間にある「華富邨」や鴨脷洲にある「利東邨」、「鴨脷洲邨」などの政府の団地は例外である。
高級住宅地は薄扶林、浅水湾などが代表的である。赤柱には刑務所や軍の施設があり、また欧米人が多く住んでいることで有名である。ここにある「赤柱市集（スタンレー・マーケット）最近、この香港島南側にも、在港日本人が増えてきている。特に薄扶林と、鴨脷洲の「海怡半島（サウス・ホライズン）」である。
区域内の交通はバスやタクシーの他、金鐘駅から鴨脷洲の海怡半島駅を結ぶ南港島線（東段）が2016年末に開通した。香港島南西部を通って南港島線（東段）と西港島線を繋ぐ南港島線（西段）も計画されている。
観光名所が多く、映画『慕情』の舞台としても有名な浅水湾や、赤柱、大浪湾、石澳などのビーチ、海洋公園などがある。また香港仔の水上家屋群の中に浮かぶ水上レストラン「JUMBO」があった（2022年6月沈没）。

## 教育

### 中学校
- 明愛胡振中中学（中国語版）
- 嘉諾撒聖心書院（中国語版）
- 余振強紀念第二中学
- 培英中学（中国語版）
- 明愛荘月明中学
- 聖公会呂明才中学（中国語版）
- 聖伯多禄中学（中国語版）
- 嘉諾撒培徳書院（中国語版）
- 香港仔工業学校（中国語版）
- 新会商会陳白沙紀念中学（中国語版）
- 香港真光書院（中国語版）
- 香港仔浸信会呂明才書院（中国語版）
- 香港航海学校（中国語版）
- 聖士提反書院（中国語版）
- 港大同学会書院（中国語版）
- 弘立書院（英語版）
- 滬江維多利亜学校（中国語版）

### 小学校
- 聖公会置富始南小学（中国語版）
- 華富邨宝血小学
- 東華三院鶴山学校（中国語版）
- 聖公会田湾始南小学（中国語版）
- 嘉諾撒培徳学校
- 香島道官立小学（中国語版）
- 香港仔聖伯多禄天主教小学（中国語版）
- 鴨脷洲街坊学校
- 聖伯多禄天主教小学（中国語版）
- 海怡宝血小学
- 香港南区官立小学（中国語版）
- 聖保羅書院小学（中国語版）
- 聖保羅男女中学附属小学（中国語版）
- 聖士提反書院附属小学（中国語版）
- 弘立書院
- 滬江維多利亜学校

### 特別支援学校
- 心光学校（中国語版）
- 心光恩望学校（広東語版）
- 香港紅十字会甘迺迪中心（中国語版）
- 東華三院徐展堂学校（中国語版）

### 国際学校
- 南島中学（英語版）
- 西島中学（英語版）
- 啓歴学校（英語版）
- 香港国際学校（中国語版）
- カナダ国際学校（中国語版）
- シンガポール国際学校（英語版）

## 交通

### 鉄道
- 香港MTR
  - ■南港島線

（金鐘方面）- 海洋公園駅 - 黄竹坑駅 - 利東駅 - 海怡半島駅

### 道路
幹線道路
- ：香港仔トンネル（中国語版）、黄竹坑道（中国語版）、香港仔海旁道（中国語版）

| 市区道路 - 薄扶林道 - 鴨脷洲橋道 - 香港仔大道 - 南朗山道 - 石排湾道 - 数碼港道 - 利南道 | 郊区道路 - 赤柱村道 - 黄麻角道 - 大潭道 - 石澳道 - 域多利道 - 南風道 - 司徒抜道 - 黄泥涌峡道 - 香島道 - 浅水湾道 - 深水湾道 - 赤柱峡道 |